# Koolstof-koolstofbinding
Een koolstof-koolstofbinding is een covalente binding tussen twee koolstofatomen. De meest voorkomende vorm van deze binding is de enkele binding – een binding waarbij twee elektronen betrokken zijn: een van elk van de koolstofatomen. Op zich is de koolstof-koolstofbinding zeer sterk: de bindingsenergie bedraagt immers 347 kJ/mol. Tevens maakt de gunstige overlap van de orbitalen (zowel sigma- als pi-binding) het mogelijk dat koolstof lange koolstofketens kan vormen. Deze vormen de basis van de organische verbindingen.
De enkele C-C-binding is een sigma-binding, die wordt beschreven als de combinatie van één gehybridiseerde orbitaal van elk van de twee koolstofatomen. In ethaan is de hybridisatie sp3, maar enkele bindingen zijn ook mogelijk op basis van andere hybridisaties (bijvoorbeeld sp2 met sp2). Gelijke hybridisatie is geen voorwaarde.
Koolstofatomen kunnen ook dubbele bindingen vormen, zoals in alkenen of drievoudige bindingen zoals in de alkynen.
Een dubbele binding wordt opgebouwd uit een sp2-gehybridiseerd orbitaal en een p-orbitaal dat niet deelneemt aan de hybridisatie. Een drievoudige binding ontstaat via sp-hybridisatie en twee p-orbitalen van elk aan de binding deelnemende atomen. De p-orbitalen geven aanleidingen tot een pi-binding.
Vertakking is een veelvoorkomend verschijnsel in de koolstofskeletten van organische verbindingen. Verschillende koolstofatomen kunnen benoemd worden op basis van het aantal andere koolstofatomen dat ermee verbonden is:
- primair koolstofatoom: aan één ander koolstofatoom gebonden
- secundair koolstofatoom: aan twee andere koolstofatomen gebonden
- tertiair koolstofatoom: aan drie andere koolstofatomen gebonden
- quaternair koolstofatoom: aan vier andere koolstofatomen gebonden

## Synthese
Reacties waarbij nieuwe koolstof-koostofbindingen worden gevormd, behoren tot de belangrijkste reacties in de organische chemie. Zij vormen cruciale stappen in de synthese van geneesmiddelen en plastics.
Enige voorbeelden van reacties waarmee koolstof-koolstofbindingen gevormd kunnen worden zijn: aldolreacties, diels-alderreacties, de additie van grignardreagentia aan carbonylgroepen, de heckreactie, de michaeladditie en de wittigreactie.